# Dhívri
Dhívri (Divri) är en ort i Grekland.   Den ligger i prefekturen Fthiotis och regionen Grekiska fastlandet, i den centrala delen av landet, 160 km nordväst om huvudstaden Aten. Dhívri ligger 889 meter över havet och antalet invånare är 192.
Terrängen runt Dhívri är huvudsakligen kuperad, men åt sydost är den bergig. Dhívri ligger uppe på en höjd. Runt Dhívri är det ganska tätbefolkat, med 90 invånare per kvadratkilometer. Närmaste större samhälle är Lamia, 8,6 km söder om Dhívri. == Kommentarer ==
1. ↑  Framräknat ur variansen i alla höjduppgifter (DEM 3") från Viewfinder Panoramas, inom 10 km radie.[2] Mer om algoritmen finns här: Användare:Lsjbot/Algoritmer.